# Родригес, Генезис
Ге́незис Родри́гес Пе́рес (англ. Génesis Rodríguez Pérez; род. 29 июля 1987[…], Майами, Флорида) — американская актриса.

## Биография
Генезис Родригес Перес родилась 29 июля 1987 года в Майами (штат Флорида, США) в семье актёра Хосе Луиса Родригеса (род.1943) и фотомодели Каролины Перес, которые поженились через 10 лет после рождения дочери. У Родригес есть две старших единокровных сестры по отцу от его брака с актрисой Лилой Морийо — актрисы Лилиана Родригес (род.1967) и Лилибет Морийо (род.1969).
Генезис дебютировала в кино в 1994 году, сыграв роль танцовщицы в телесериале «Клуб из Лос-Тигритос». В 2012 году Родригес сыграла роль Сони в фильме «В доме отца», за которую она получила номинацию «Лучшая актриса второго плана/художественный фильм» премии «Imagen Awards». В том же году она сыграла роль Энджи в фильме «На грани», за которую получила номинацию «Любимая киноактриса—роль второго плана» премии «ALMA». В обеих номинация её обошла Сьерра Рамирес за роль Энсидэд в фильме «Девушка в прогрессе».

## Фильмография
| Год       |    | Русское название                | Оригинальное название                | Роль                        |
| --------- | -- | ------------------------------- | ------------------------------------ | --------------------------- |
| 1994      | с  | Клуб из Лос-Тигритос            | El club de Los Tigritos              | танцовщица                  |
| 2004      | с  | Пленница                        | Prisionera                           | Либертад Салватьерра Сантос |
| 2007      | с  | Угости меня шоколадом           | Dame chocolate                       | Роза Амадо                  |
| 2008      | с  | Донья Барбара                   | Doña Bárbara                         | Марисела Баркеро            |
| 2010—2011 | с  | Красавцы                        | Entourage                            | Сара                        |
| 2012      | ф  | На грани                        | Man on a Ledge                       | Энджи                       |
| 2012      | ф  | В доме отца                     | Casa de mi Padre                     | Соня                        |
| 2012      | ф  | Чего ждать, когда ждёшь ребёнка | What to Expect When You’re Expecting | Кортни                      |
| 2013      | ф  | Возвращение героя               | The Last Stand                       | агент Эллен Ричардс         |
| 2013      | ф  | Поймай толстуху, если сможешь   | Identity Thief                       | Марисоль                    |
| 2013      | ф  | Считанные часы                  | Hours                                | Эбигейл                     |
| 2014      | ф  | Бивень                          | Tusk                                 | Эллисон                     |
| 2014      | мф | Город героев                    | Big Hero 6                           | Хани Лимон                  |
| 2015      | ф  | Ночной беглец                   | Run All Night                        | Габриэль Конлон             |
| 2016      | ф  | Йоганутые                       | Yoga Hosers                          | мисс Виклэнд                |
| 2016      | ф  | Делириум                        | Delirium                             |                             |
| 2016      | ф  | Лосиные челюсти                 | Moose Jaws                           | Элли Леон                   |
| 2017      | с  | Путешествие в машине времени    | Time After Time                      | Джейн Уолкер                |
| 2018      | ф  | Истерия                         | Delirium                             | Лин                         |
| 2020      | ф  | Ледяной капкан                  | Centigrade                           | Наоми Ибботсон              |
| 2022      | с  | Академия Амбрелла               | The Umbrella Academy                 | Слоун Харгривз / Номер Пять |
| 2023      | с  | Неон                            | Neon                                 | Иса                         |
| 2024      | ф  | Сеанс в 16:30                   | The 4:30 Movie                       | билетёрша                   |
| 2024      | с  | Спецназ: Львица                 | Lioness                              | капитан Жозефина Каррильо   |

## Награды и номинации
| Год  | Награда      | Категория                                            | Работа         | Результат |
| ---- | ------------ | ---------------------------------------------------- | -------------- | --------- |
| 2012 | ALMA Awards  | Любимая киноактриса — роль второго плана             | На грани       | Номинация |
| 2012 | Imagen Award | Лучшая актриса второго плана в художественном фильме | Дом моего отца | Номинация |